# 로에그리아
흘로에거르(웨일스어: Lloegyr), 또는 로에그리아(라틴어: Loegria)는 아서 왕 전설에 등장하는 가공의 브리튼계 국가로, 아서 왕 전설의 주인공인 아서 왕이 다스리는 국가이다.
아서왕 전설에서 로에그리아란 브리튼섬이 앵글로색슨인들에게 접수되기 전 브리튼인들이 살던, 오늘날의 잉글랜드와 대략 일치하는 지역을 가리키는 말로 사용된다. 몬머스의 제프리가 쓴 《브리타니아 열왕사》에서는 로에그리아라는 말이 전설적인 왕 로크리누스(전설에 따른 브리튼의 창업군주 브루투스의 장남)에게서 비롯되었다고 쓰고 있다. 제프리는 "로에그리아"라는 말을 콘월과 노섬벌랜드를 제외한 오늘날의 잉글랜드 땅 대부분을 가리키는 말로 사용했다.
C. S. 루이스의 《그 가공할 힘》, 수전 쿠퍼의 《바다의 위 돌의 아래》 같은 브리튼을 배경으로 삼는 현대 판타지 작품에서도 "로에그리아"라는 말이 많이 사용된다.

## 같이 보기
- 알비온
- 프러데인